# Club de Regatas Perillo
El Club de Regatas Perillo es un club gallego de remo de Perillo, en el concejo de Oleiros (La Coruña). Fue fundado en 1970 y actualmente compite en la LGT Liga Gallega de Traineras.

## Historia
El Club de Regatas Perillo nace en octubre de 1970 con la intención de promover y desarrollar el deporte del remo en la localidad de Oleiros. El entusiasmo puesto por las personas que promovieron la creación del club hizo que desarrollaran un buen número de actividades dentro de esta sociedad, además del remo: pesca, halterofilia, tenis de mesa, windsurf, etc.

### Momento en el que se recibe la primera trainera
Desde el momento en el que se consigue la primera trainera hay tres décadas bien diferenciadas: en los años 70 se desarrolla una gran actividad social en Perillo alrededor del club, dándose los primeros pasos en la participación en los Campeonatos de España de traineras y bateles y lográndose el título regional de ambas modalidades en diferentes años. Los años 80 destacan por la introducción de la modalidad de banco móvil y la participación en los primeros Campeonatos nacionales. Ya en la década de los 90 se consiguen los primeros títulos y medallas, así como el reconocimiento del club a nivel regional, llegando a ser recibidos sus remeros por el presidente de la Junta de Galicia de aquella época, Manuel Fraga Iribarne, en 1998; además en esta época comienzan su participación las primeras tripulaciones femeninas, que pronto comienzan a obtener buenos resultados.

## Palmarés

### Títulos nacionales
- Campeón de España de bateles (3): 1996, 1997 y 1998
- Subcampeón de España de traineras (1): 1997
- Subcampeón de España de trainerillas (1) 1997
- Subcampeón de España de bateles (1): 1992

### Banderas
- 3 Banderas Príncipe de Asturias: 1995, 1997 y 2004.
- 1 Bandera Conde de Fenosa: 1999.
- 1 Bandera de Vigo: 2001.
- 1 Bandera de Oleiros: 2001.
- 1 Bandera Diputación de La Coruña: 2001.
- 1 Bandera de Corcubión: 2001.
- 2 Banderas Xunta de Galicia: 2001 y 2001.
- 1 Bandera de Moaña: 2002.
- 1 Bandera del Besaya: 2002.
- 1 Bandera de Ares: 2002.
- 1 Bandera de Cedeira: 2004.
- 1 Bandera El Corte Inglés de Galicia: 2005.
- 1 Bandera Teresa Herrera: 2005.
- 1 Bandera de Pontevedra: 2005.
- 1 Bandera Ayuntamiento de Navia: 2007.
- 1 Bandera de Rianxo: 2009.